# Nationalmuseum für Naturgeschichte (Luxemburg)
Das Nationalmuseum für Naturgeschichte Luxemburgs (Luxemburgisch: Nationalmuseum fir Naturgeschicht; Kurzform: Naturmusée) befindet sich seit seiner Gründung im Jahr 1854 in der Hauptstadt im Süden des Großherzogtums. Das Museum befindet sich genauer gesagt im Stadtteil Grund am östlichen Fluss der Alzette in der Nähe des Kultur- und Versammlungszentrums der Abtei Neumünster.

## Missionen des Museums
Nach dem Gesetz vom 25. Juni 2004 über die Umstrukturierung staatlicher Kulturinstitute hat das Nationalmuseum für Naturgeschichte folgende Aufgaben:
- das Naturerbe zu studieren und zu dokumentieren und zu seiner Erhaltung beizutragen;
- Untersuchungen durchzuführen und paläontologische, mineralogische und petrologische Ausgrabungen durchzuführen, und solche Ausgrabungen zu überwachen, die von öffentlichen oder privaten Stellen sowie von Einzelpersonen durchgeführt werden;
- wissenschaftliche Sammlungen und Daten zum Naturerbe, einschließlich computergestützter Daten, zu sammeln, zu bewahren und zu studieren und diese Sammlungen und Daten der Öffentlichkeit zugänglich zu machen;
- Öffentlichkeitsarbeit in seinem Bereich, insbesondere durch Ausstellungen, Veröffentlichungen, Konferenzen, Seminare und Bildungsaktivitäten;
- das öffentliche Bewusstsein für das Wissen und die Erhaltung des Naturerbes des Landes und der Großregion zu schärfen;
- zur Förderung der wissenschaftlichen Kultur im Allgemeinen beizutragen;
- wissenschaftliche, museale, pädagogische und technische Nebengebäude zu verwalten;
- bei der Schaffung regionaler und lokaler Museen zusammenzuarbeiten und zu deren Verwaltung beizutragen;
- wissenschaftliche Studien, Konferenzen und Bildungsaktivitäten zu initiieren und dazu beizutragen, mit öffentlichen und privaten Organisationen sowie mit Einzelpersonen in ihren eigenen Bereichen zusammenzuarbeiten.

## Organisation
Neben allgemeinen Dienststellen (Technik, Dokumentation, Datenanalyse usw.) ist das Nationalmuseum für Naturgeschichte Luxemburgs in sieben wissenschaftliche Bereiche gegliedert:
- Forschungsabteilung für Biowissenschaften:
  - Sektion für Zoologie
  - Sektion für Botanik
  - Sektion für Ökologie
  - Sektion für Populationsbiologie
- Forschungsabteilung für Geo- und Universumswissenschaften:
  - Sektion für Paläontologie
  - Sektion für Geologie und Mineralogie
  - Sektion für Geophysik und Astrophysik